# Стоуни-Литлтон
Длинный курган Стоуни-Литлтон, (известный также как Bath Tumulus и Wellow Tumulus) — камерный каирн эпохи неолита с многочисленными погребальными камерами, близ деревни Уэллоу (Wellow) в графстве Сомерсет.

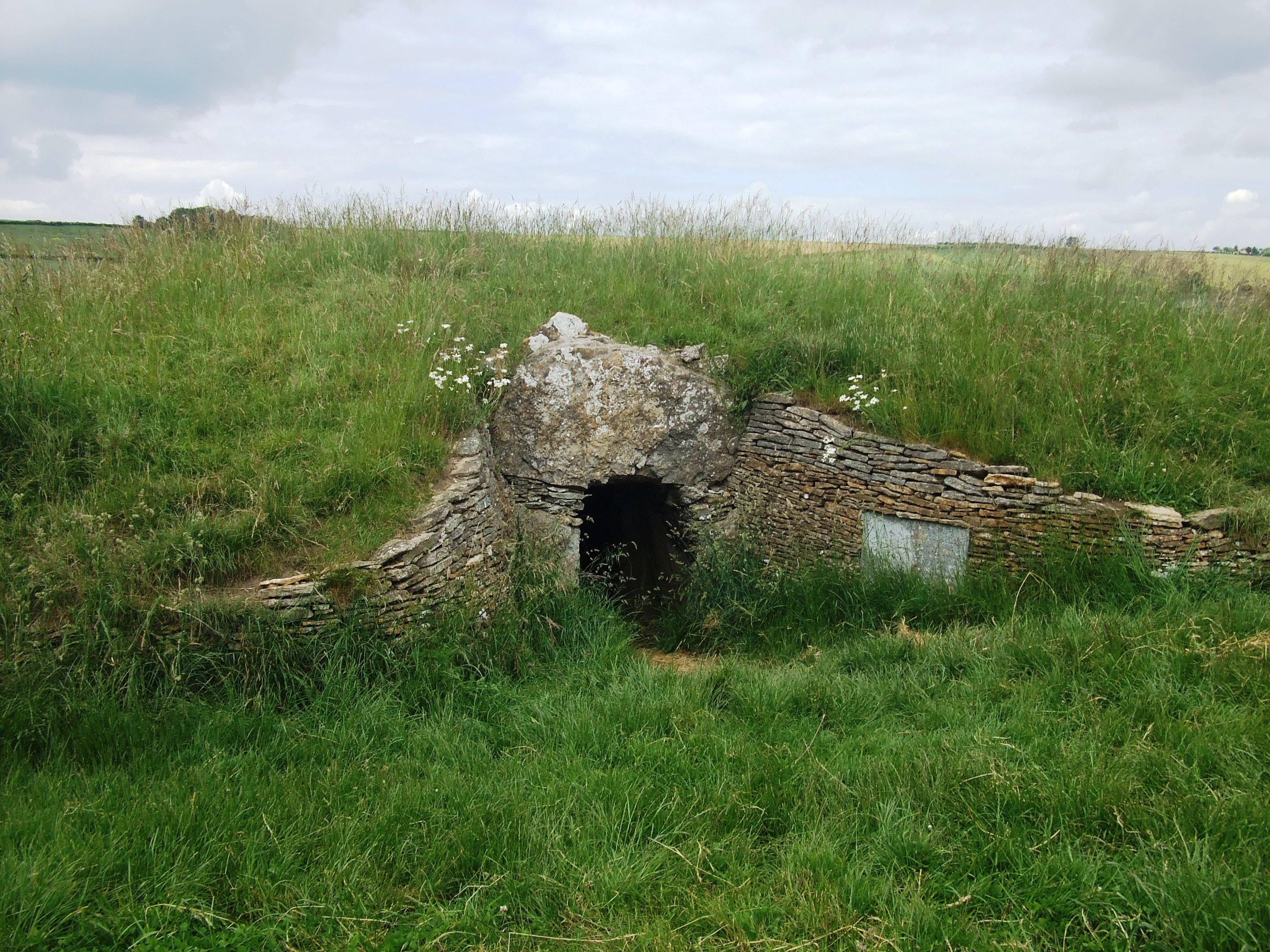
Вход
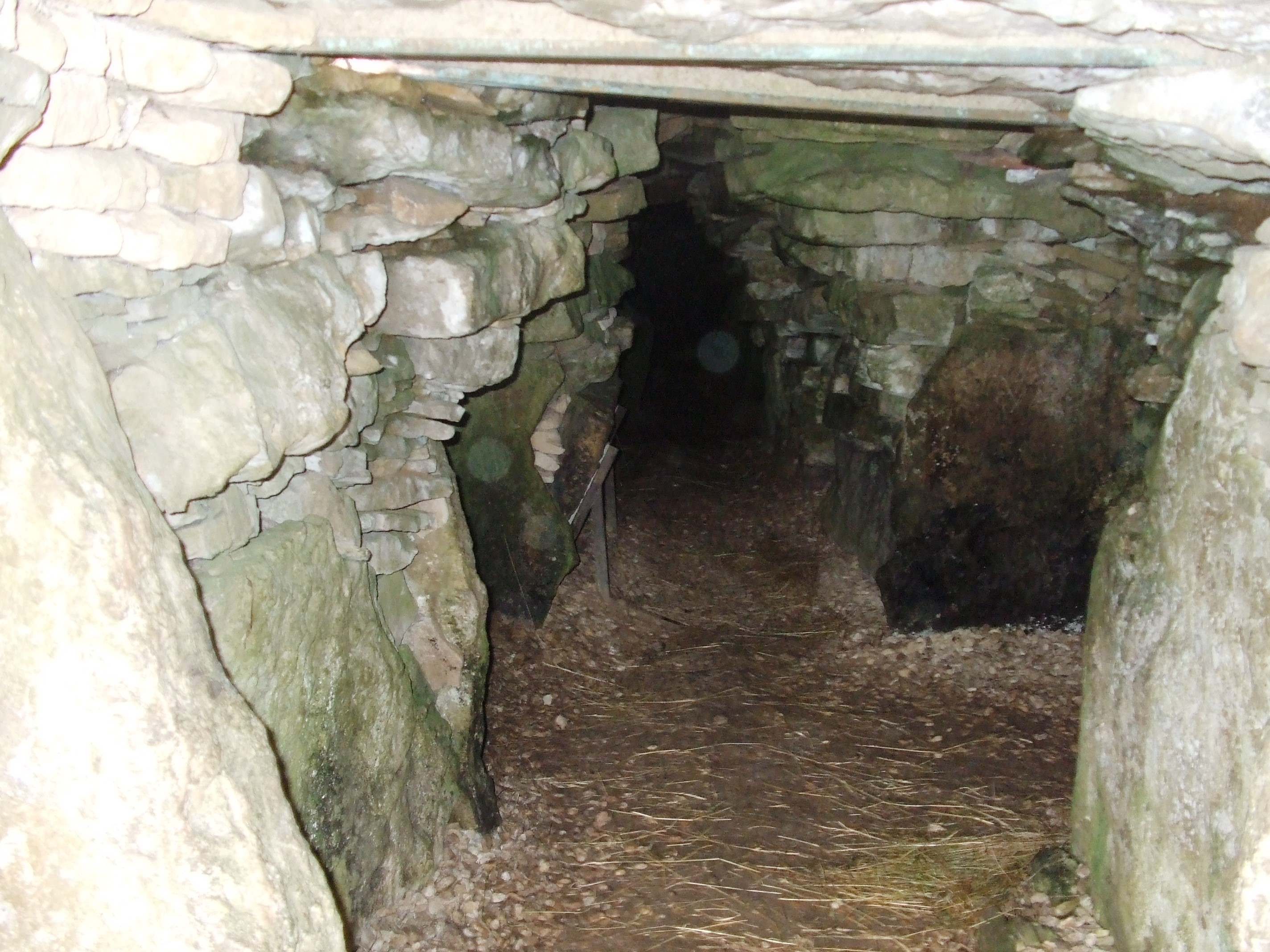
Интерьер

Длина кургана составляет около 30 метров, ширина — около 15 метров на юго-восточной оконечности, высота составляет около 3 метров. Внутри кургана имеется галерея длиной ок. 12,8 м, с тремя парами боковых камер и одной конечной камерой. Левую сторону дверного прохода украшают окаменевшие аммониты.
В ходе раскопок, которые проводил Джон Скиннер в 1816-17 гг, были обнаружены костные останки (некоторые обожжённые) нескольких людей. Реставрацию провёл в 1858 г. Т. Р. Джолифф.